# Сухая Жалка
Сухая Жалка — река в России, протекает по Малоярославецкому району Калужской области. Правый приток реки Жалка.

## География
Река Сухая Жалка берёт начало в лесах. Впадает в реку Жалку у деревни Захарово. Устье реки находится в 5,1 км по правому берегу реки Жалка. Длина реки составляет 10 км. На реке Сухая Жалка расположен посёлок Муратово.

## Данные водного реестра
По данным государственного водного реестра России относится к Окскому бассейновому округу, водохозяйственный участок реки — Ока от города Калуга до города Серпухов, без рек Протва и Нара, речной подбассейн реки — бассейны притоков Оки до впадения Мокши. Речной бассейн реки — Ока.
Код объекта в государственном водном реестре — 09010100812110000021913.